# Barbara Repetto
Barbara Repetto (* 16. Mai 1947 in Bozen; † 9. Juni 2024 in Mailand) war eine italienische Politikerin.
Repetto studierte Literatur und Kunstgeschichte an der Universität Bologna (laurea in lettere). 1986 wurde sie zur Direktorin des Landesamts für Europäische Angelegenheiten und zur Südtiroler Koordinatorin des Europäischen Sozialfonds ernannt, 1990 zur Direktorin der Abteilung Italienische Berufsbildung und Europäischer Sozialfonds, im Jahr 2003 zur Leiterin der Ressorts Arbeit, Innovation und Forschung, Genossenschaften, Immigration, Chancengleichheit und Italienische Berufsbildung.
2008 wurde Repetto auf der Liste des Partito Democratico mit 1.939 Vorzugsstimmen in den Südtiroler Landtag und damit gleichzeitig den Regionalrat Trentino-Südtirol gewählt. Nachdem sie zunächst kurzzeitig als Vizepräsidentin des Landtags gedient hatte, war sie im Kabinett Durnwalder V als Landesrätin für Innovation, Informatik, Arbeit, italienische Berufsbildung, Genossenschaften, Finanzen und Haushalt Mitglied der Landesregierung. Am 21. Jänner 2010 wurde bekannt, dass Repetto aufgrund eines Urteils des römischen Kassationsgerichtes ihren Sitz im Landtag aufgeben muss, da sie zum Zeitpunkt der Wahl Verwaltungsrätin einer Gesellschaft mit Beteiligung des Landes Südtirol und damit nicht wählbar war. Am 2. Februar 2010 rückte Roberto Bizzo, der erfolgreich gegen Repetto geklagt hatte, für sie in den Landtag und in der Folge in die Landesregierung nach.
Barbara Repetto starb im Juni 2024 in Mailand im Alter von 77 Jahren. Sie hinterließ ihren Ehemann und drei gemeinsame Kinder.